# Nemotelus nigribasis
Nemotelus nigribasis är en tvåvingeart som beskrevs av Lindner 1965. Nemotelus nigribasis ingår i släktet Nemotelus och familjen vapenflugor. Inga underarter finns listade i Catalogue of Life.